# بادامدار
بادامدار أو بادام‌دار، هي مدينة من مدن أذربيجان. يبلغ عدد سكانها 11871 نسمة وذلك حسب إحصائيات سنة 2008. أسم بادام‌دار يعني «شجرة اللوز» بالفارسية.